# Chris Davis (cestista)
Chris Davis (Baton Rouge, 26 gennaio 1986) è un ex cestista statunitense, professionista nella NBDL.